# هزرد (نبراسکا)
هزرد(به انگلیسی: Hazard) شهری در ایالت نبراسکا کشور ایالات متحده آمریکا است که جمعیت آن در سرشماری سال ۲۰۱۰ میلادی، ۷۰ نفر بوده‌است.